# Islam in Bosnië en Herzegovina

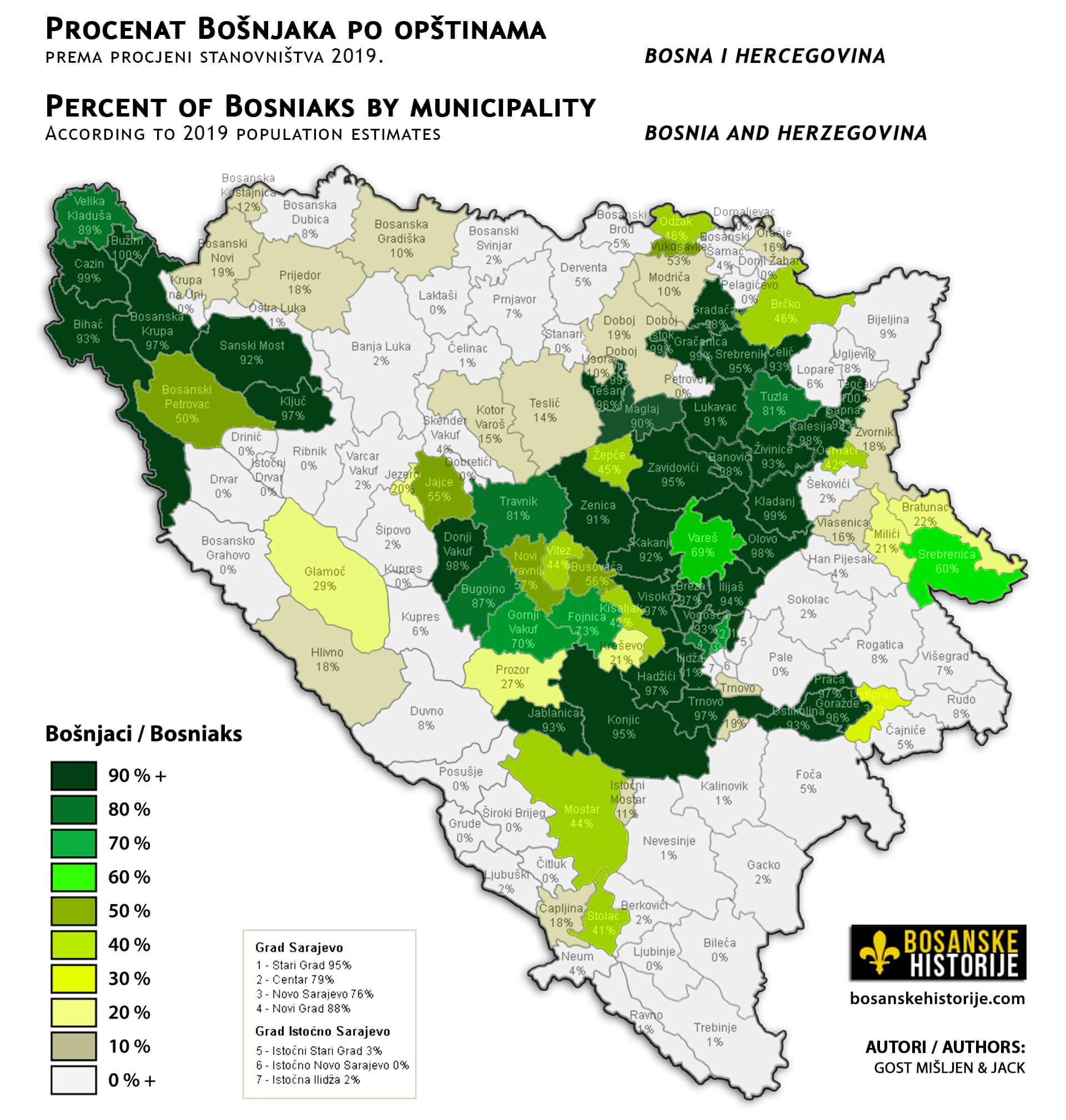
In het groen de gebieden in Bosnië en Herzegovina waar veel moslims leven.

Islam in Bosnië en Herzegovina is de meerderheidsreligie en heeft een rijke en lange geschiedenis in het land. Het werd geïntroduceerd in de 15e en 16e eeuw als gevolg van de Ottomaanse veroveringen van de Balkan. Er zijn vandaag de dag ongeveer 3,5 miljoen Bosnische moslims of Bosniaks over de hele wereld, inclusief het grote aantal dat het land verliet tijdens de Bosnische Oorlog (1992-1995). Ruim twee miljoen Bosnische moslims leven in hun geboorteland Bosnië en Herzegovina. Ze vormen 51-52 procent van de bevolking van het land en zijn zo de grootste etnische groep. De moderne Bosnische moslims worden vaak Bosniaks genoemd. Ze stammen af van Bošnjani die de islam in de 15e eeuw accepteerden, en gedurende de Ottomaanse heerschappij van het land in het algemeen.
Bosniaks zijn overweldigend soennitische moslims die de hanafitische rechtsschool volgen.